# 利勒诺湖怪兽
利勒诺湖怪兽（英文：Lake Leelanau Monster）是指出没于美国密歇根州利勒诺湖的神秘动物。根据当地传说，利勒诺湖怪兽的历史可追溯至19世纪。在利勒诺湖大坝竣工后，大片区域被湖水淹没，水位提升10-12英尺（3-3.7米），许多水生生物被困，利勒诺湖怪兽的目击也从此开始出现。1910年，利勒诺湖出现一次著名的目击，少年威廉·戈捷尔（William Gauthier）在利勒诺湖捕鱼时遭遇一个巨大的神秘动物，湖中突出的“树木”残骸开始活动。在2006年出版的《Weird Michigan: Your Travel Guide to Michigan's Local Legends and Best Kept Secrets》一书中收录了威廉目击事件的信息。据作者琳达·戈弗雷（Linda S. Godfrey）表示，除了公开报道的目击外，许多当地人会于私下谈论他们于利勒诺湖的目击。